# Sexuality
Sexuality är det tredje studioalbumet av den franska musikern Sébastien Tellier som släpptes 25 februari 2008. Albumet producerades av Guy-Manuel de Homem-Christo, som är känd från det franska housemusikgruppen Daft Punk. Samtliga låtar på albumet handlar på ett eller annat sätt om sex, och albumets omslag pryds av en man till häst som blickar ut över en naken kvinnokropp.

## Låtlista
1. "Roche"
2. "Kilometer"
3. "Look"
4. "Divine"
5. "Pomme"
6. "Une Heure"
7. "Sexual Sportswear"
8. "Elle"
9. "Fingers Of Steel"
10. "Manty"
11. "L’Amour Et La Violence"

## Listplaceringar
| Lista               | Topplacering |
| ------------------- | ------------ |
| Franska albumlistan | 33           |
| Svenska albumlistan | 43           |